# Peria lui Haidinger
Peria lui Haidinger sau figura lui Haidinger este un fenomen vizual care se produce atunci cînd ochiului uman i se prezintă un cîmp luminos polarizat liniar. Fenomenul a fost descoperit și descris prima dată de omul de știință austriac Wilhelm von Haidinger în 1844.
În general este valabilă afirmația că ochiul uman, spre deosebire de al unor alte specii de viețuitoare, nu este sensibil la polarizarea luminii, în sensul că indiferent cum e polarizată lumina ajunsă la retină omul o percepe cu aceeași intensitate, aceeași nuanță și aceeași puritate. Totuși, în anumite condiții se poate constata că această insensibilitate a ochiului la starea de polarizare nu este chiar totală. Macula (pata galbenă) de pe retina ochiului uman prezintă zone cu sensibilități ușor diferite la polarizări diferite, în funcție și de lungimea de undă a luminii. Aceasta face ca o suprafață albă uniformă dinspre care vine lumină polarizată liniar să nu apară perfect uniformă, ci să prezinte niște pete de culoare difuze cu o anumită formă specifică. Această figură colorată este ceea ce se numește peria lui Haidinger.

## Observare
Peria lui Haidinger are un contrast foarte slab, ceea ce o face foarte greu de descoperit accidental. Pentru a o vedea mai ușor este nevoie de îndeplinirea unor condiții cît mai favorabile de observare. Astfel, suprafața prezentată ochiului trebuie să fie cît mai albă și mai uniformă, fără o textură vizibilă, de exemplu suprafața netedă a unei coli de hîrtie iluminată de soare sau altă sursă care să nu fie prea slabă în partea albastră a spectrului. Polarizarea luminii venite de la această suprafață e bine să fie cît mai aproape de o polarizare totală, ceea ce se poate asigura prin folosirea unui polarizor între suprafață și ochi. Polarizarea e preferabil să fie liniară, nu circulară (fenomenul se produce totuși și în lumină polarizată circular, dar figura care rezultă are altă formă). Întrucît figura se mișcă odată cu ochiul, retina se obișnuiește cu micul contrast de culoare și după un timp nu-l mai observă; pentru a evita această pierdere a contrastului e util ca direcția polarizării liniare să fie rotită din cînd în cînd în raport cu retina, de exemplu rotind polarizorul sau înclinînd lateral capul.
Întrucît peria lui Haidinger este un fenomen entoptic (se produce în urma unor particularități ale ochiului), fotografierea ei este imposibilă. De aceea pentru ilustrarea fenomenului se folosesc desene sau imagini create artificial. Acestea însă depind de percepția fiecăruia, care diferă întrucîtva de la un individ la altul.

## Aspect

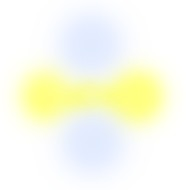
Simulare a periei lui Haidinger. Pentru mai multă claritate fenomenul e reprezentat aici cu culori mai vii decît în realitate.

Potrivit observatorilor, peria lui Haidinger are forma unei flori cu patru petale, dintre care două albăstrui și celelalte două gălbui, petalele de aceeași culoare fiind situate diametral opus față de centrul figurii. Marginile petelor de culoare sînt difuze, ceea ce justifică denumirea de perie. Unii observatori percep zonele galbene ca fiind unite între ele printr-o punte care trece prin centrul figurii, ca în reprezentarea alăturată. Alții au impresia că, dimpotrivă, petele albastre sînt cele care se unesc între ele. În sfîrșit pentru alți observatori cele două culori se află în echilibru iar centrul figurii are o culoare neutră.
Dimensiunea unghiulară a periei lui Haidinger ocupă circa 3–5° din cîmpul vizual, dimensiune aproximativ egală cu a maculei.
Orientarea petelor de culoare este dată de direcția de polarizare liniară a luminii, adică de planul de oscilație al componentei electrice a cîmpului electromagnetic. Mai exact, direcția de polarizare este paralelă cu direcția petelor albastre. Astfel este posibil ca după un oarecare antrenament și în condiții favorabile un observator să poată spune aproximativ care e direcția de polarizare a luminii fără a folosi nici un instrument optic în afară de ochi.
Peria lui Haidinger se poate observa și folosind lumina parțial polarizată a cerului. Lumina venită de la cerul senin este parțial polarizată, în funcție de starea atmosferei și de unghiul dintre direcția zonei respective de cer și soare; cea mai bună polarizare o au zonele pentru care acest unghi este de 90°, caz în care direcția de polarizare este perpendiculară pe direcția în care se găsește soarele.

## Explicație
Fenomenul se explică de obicei prin dicroismul unuia din pigmenții din retină, și anume xantofila, responsabilă pentru sensibilitatea ochiului la culoarea albastră. Moleculele lungi ale acestui pigment au o ușoară preferență pentru orientarea radială care, combinată cu faptul că în centrul maculei există o depresiune, creează condițiile pentru producerea fenomenului de dicroism, absorbția diferită a luminii în funcție de polarizare.